# Weißbach (Thuringe)
Pour les articles homonymes, voir Weißbach.
Weissbach est une commune allemande de l'arrondissement de Saale-Holzland, Land de Thuringe.

## Géographie
Weissbach se situe dans les plaines gréseuses de Saale-Elster, dans la vallée du ruisseau du même nom que la commune.
| Erdmannsdorf | Lippersdorf | Ottendorf      |
| Rattelsdorf  | Weißbach    | Kleinebersdorf |
| Bremsnitz    | Karlsdorf   | Renthendorf    |

## Histoire
Weißbach est mentionné pour la première fois vers 1400.

## Personnalités liées à la commune
- Karl Kleinschmidt (1902-1978), pasteur, fondateur de l'Association des religieux socialistes d'Allemagne

## Source de la traduction
- (de) Cet article est partiellement ou en totalité issu de l’article de Wikipédia en allemand intitulé « Weißbach (Thuringe) » (voir la liste des auteurs).